# Diplosoma longinquum
Diplosoma longinquum is een zakpijpensoort uit de familie van de Didemnidae. De wetenschappelijke naam van de soort is voor het eerst geldig gepubliceerd in 1912 door Sluiter.